# Diego Prado y Colón de Carvajal
Diego Prado y Colón de Carvajal (Quito, Equador, 1930 - Madrid, 29 d'abril de 1995) va ser un empresari espanyol.

## Trajectòria
Fill del diplomàtic xilè Julio Prado i de Pilar Colón de Carvajal, va ser germà del també empresari Manuel Prado y Colón de Carvajal.
Instal·lat amb la seva família a Madrid, va estudiar al Colegio del Pilar i posteriorment es va llicenciar en Dret per la Universitat de Granada.
Especialitzat en l'emprenedoria en matèria de comerç exterior que va desenvolupar al Perú, i navilieres, fundant l'empresa Ibernave, que el va portar a viatjar per tota Llatinoamèrica.
En 1981 va ser designat President del Consell d'Administració Banco de Descuento. La fallida d'aquesta entitat el va portar davant els tribunals en una vista que es va iniciar tres anys després.
Va morir un mes després de l'inici del judici contra la seva persona, sense que arribés a recaure sentència.
El 25 de maig de 1983 va ser segrestat pel grup armat ETA, romanent 75 dies en captivitat.
Casat amb Ángela Pérez Seoane y Fernández Villaverde i pare de sis fills, entre ells el també empresari Diego Prado Pérez Seoane.